# غرانتس باس
غرانتس باس، أوريغون هي مدينة في ولاية أوريغون الأمريكية، وهي مقر مقاطعة جوسيفين. وتقع المدينة على الطريق السريع 5، شمال غرب مدينة ميدفورد. تشمل معالم الجذب نهر روج الشهير بمواقع التجديف، ويقع نصب أوريغون كيفز الوطني القريب على بعد 30 ميلا (48 كم) إلى الجنوب من المدينة. تبعد غرانتس باس 256 ميل (412 كم) جنوب بورتلاند أكبر مدن ولاية أوريغون. وبلغ عدد السكان 34,533 نسمة في تعداد عام 2010.

## التركيبة السكانية
حدّد مكتب تعداد الولايات المتحدة بيانات التركيبة السكانية لغرانتس باس في تعداد الولايات المتحدة. في ما يلي، التركيبة السكانية حسب تعدادي 2000 و2010.

### تعداد عام 2000
بلغ عدد سكان غرانتس باس 23,003 نسمة بحسب تعداد عام 2000، وبلغ عدد الأسر 9,376 أسرة وعدد العائلات 5,924 عائلة مقيمة في المدينة. في حين سجلت الكثافة السكانية 760.4 نسمة لكل كيلومتر مربع (1,969.4/ميل2). وبلغ عدد الوحدات السكنية 9,885 وحدة بمتوسط كثافة قدره 326.8 لكل كيلومتر مربع (846.4/ميل2).
وتوزع التركيب العرقي للمدينة بنسبة 92.97% من البيض و0.33% من الأمريكيين الأفارقة و1.09% من الأمريكيين الأصليين و0.98% من الأمريكيين ذوي الأصول الآسيوية و0.12% من سكان جزر المحيط الهادئ و1.63% من الأعراق الأخرى و2.88% من عرقين مختلطين أو أكثر و5.37% من الهسبانيون أو اللاتينيون من أي عرق.
بلغ عدد الأسر 9,376 أسرة كانت نسبة 33.8% منها لديها أطفال تحت سن الثامنة عشر تعيش معهم، وبلغت نسبة الأزواج القاطنين مع بعضهم البعض 44.5% من أصل المجموع الكلي للأسر، ونسبة 14.5% من الأسر كان لديها معيلات من الإناث دون وجود شريك، بينما كانت نسبة 4.2% من الأسر لديها معيلون من الذكور دون وجود شريكة وكانت نسبة 36.8% من غير العائلات. تألفت نسبة 31.2% من أصل جميع الأسر من عدة أفراد يعيشون في نفس المنزل ونسبة 16% كانت تتألف من شخص يعيش بمفرده يبلغ من العمر 65 عاماً أو أكثر. وبلغ متوسط حجم الأسرة المعيشية 2.36، أما متوسط حجم العائلات فبلغ 2.94.
بلغ العمر الوسطي للسكان 37.9 عاماً. وكانت نسبة 25.5% من القاطنين تحت سن الثامنة عشر، وكانت نسبة 7.9% بين الثامنة عشر والرابعة والعشرين عاماً، ونسبة 25.3% كانت واقعةً في الفئة العمرية ما بين الخامسة والعشرين والرابعة والأربعين عاماً، ونسبة 20.3% كانت ما بين الخامسة والأربعين والرابعة والستين، ونسبة 17.3% كانت ضمن فئة الخامسة والستين عاماً فما فوق. يوجد لكل 100 أنثى 86.7 ذكر، ويوجد لكل 100 أنثى في الثامنة عشر من عمرها فما فوق 81.0 ذكر.
بلغ متوسط دخل الأسرة في المدينة 29,197 دولارًا، أما متوسط دخل العائلة فبلغ 36,284 دولارًا. وكان متوسط دخل الذكور 31,128 دولارًا مقابل 23,579 دولارًا للإناث. وسجل دخل الفرد الخاص بالمدينة 16,234 دولارًا. وكانت نسبة 12.2% من العائلات ونسبة 14.9% من السكان تحت خط الفقر، وكان من هؤلاء نسبة 21.4% تحت سن الثامنة عشر ونسبة 7.3% في الخامسة والستين من العمر وما فوق.

### تعداد عام 2010
بلغ عدد سكان غرانتس باس 34,533 نسمة بحسب تعداد عام 2010، وبلغ عدد الأسر 14,313 أسرة وعدد العائلات 8,700 عائلة مقيمة في المدينة. في حين سجلت الكثافة السكانية 1,141.6 نسمة لكل كيلومتر مربع (2,956.7/ميل2). وبلغ عدد الوحدات السكنية 15,561 وحدة بمتوسط كثافة قدره 514.4 لكل كيلومتر مربع (1,332.3/ميل2).
وتوزع التركيب العرقي للمدينة بنسبة 90.89% من البيض و0.54% من الأمريكيين الأفارقة و1.24% من الأمريكيين الأصليين و1.07% من الأمريكيين ذوي الأصول الآسيوية و0.26% من سكان جزر المحيط الهادئ و2.26% من الأعراق الأخرى و3.74% من عرقين مختلطين أو أكثر و8.51% من الهسبانيون أو اللاتينيون من أي عرق.
بلغ عدد الأسر 14,313 أسرة كانت نسبة 30.7% منها لديها أطفال تحت سن الثامنة عشر تعيش معهم، وبلغت نسبة الأزواج القاطنين مع بعضهم البعض 41.3% من أصل المجموع الكلي للأسر، ونسبة 14.5% من الأسر كان لديها معيلات من الإناث دون وجود شريك، بينما كانت نسبة 4.9% من الأسر لديها معيلون من الذكور دون وجود شريكة وكانت نسبة 39.2% من غير العائلات. تألفت نسبة 32.8% من أصل جميع الأسر من عدة أفراد يعيشون في نفس المنزل ونسبة 16.4% كانت تتألف من شخص يعيش بمفرده يبلغ من العمر 65 عاماً أو أكثر. وبلغ متوسط حجم الأسرة المعيشية 2.34، أما متوسط حجم العائلات فبلغ 2.94.
بلغ العمر الوسطي للسكان 39.3 عاماً. وكانت نسبة 24.3% من القاطنين تحت سن الثامنة عشر، وكانت نسبة 8.5% بين الثامنة عشر والرابعة والعشرين عاماً، ونسبة 23.6% كانت واقعةً في الفئة العمرية ما بين الخامسة والعشرين والرابعة والأربعين عاماً، ونسبة 25% كانت ما بين الخامسة والأربعين والرابعة والستين، ونسبة 18.6% كانت ضمن فئة الخامسة والستين عاماً فما فوق. وتوزع التركيب الجنسي للسكان بنسبة 47.3% ذكور و52.7% إناث.

## المناخ
يظهر الجدول التالي التغييرات المناخية على مدار السنة لغرانتس باس:
| البيانات المناخية لـغرانتس باس      | البيانات المناخية لـغرانتس باس | البيانات المناخية لـغرانتس باس | البيانات المناخية لـغرانتس باس | البيانات المناخية لـغرانتس باس | البيانات المناخية لـغرانتس باس | البيانات المناخية لـغرانتس باس | البيانات المناخية لـغرانتس باس | البيانات المناخية لـغرانتس باس | البيانات المناخية لـغرانتس باس | البيانات المناخية لـغرانتس باس | البيانات المناخية لـغرانتس باس | البيانات المناخية لـغرانتس باس | البيانات المناخية لـغرانتس باس |
| الشهر                               | يناير                          | فبراير                         | مارس                           | أبريل                          | مايو                           | يونيو                          | يوليو                          | أغسطس                          | سبتمبر                         | أكتوبر                         | نوفمبر                         | ديسمبر                         | المعدل السنوي                  |
| ----------------------------------- | ------------------------------ | ------------------------------ | ------------------------------ | ------------------------------ | ------------------------------ | ------------------------------ | ------------------------------ | ------------------------------ | ------------------------------ | ------------------------------ | ------------------------------ | ------------------------------ | ------------------------------ |
| الدرجة القصوى °ف (°م)               | 71 (22)                        | 76 (24)                        | 86 (30)                        | 98 (37)                        | 102 (39)                       | 110 (43)                       | 114 (46)                       | 111 (44)                       | 108 (42)                       | 99 (37)                        | 77 (25)                        | 75 (24)                        | 114 (46)                       |
| متوسط درجة الحرارة الكبرى °ف (°م)   | 46.6 (8.1)                     | 52.9 (11.6)                    | 58.8 (14.9)                    | 64.4 (18.0)                    | 72.4 (22.4)                    | 79.7 (26.5)                    | 88.5 (31.4)                    | 88.8 (31.6)                    | 82.2 (27.9)                    | 69.1 (20.6)                    | 52.1 (11.2)                    | 44.3 (6.8)                     | 66.7 (19.3)                    |
| المتوسط اليومي °ف (°م)              | 40.9 (4.9)                     | 44.3 (6.8)                     | 48.1 (8.9)                     | 52.2 (11.2)                    | 58.8 (14.9)                    | 65.1 (18.4)                    | 71.8 (22.1)                    | 71.3 (21.8)                    | 64.7 (18.2)                    | 55.2 (12.9)                    | 45.4 (7.4)                     | 39.8 (4.3)                     | 54.8 (12.7)                    |
| متوسط درجة الحرارة الصغرى °ف (°م)   | 35.1 (1.7)                     | 35.7 (2.1)                     | 37.3 (2.9)                     | 39.9 (4.4)                     | 45.2 (7.3)                     | 50.4 (10.2)                    | 55.0 (12.8)                    | 53.7 (12.1)                    | 47.2 (8.4)                     | 41.3 (5.2)                     | 38.7 (3.7)                     | 35.3 (1.8)                     | 42.9 (6.1)                     |
| أدنى درجة حرارة °ف (°م)             | 1 (−17)                        | 5 (−15)                        | 15 (−9)                        | 20 (−7)                        | 24 (−4)                        | 30 (−1)                        | 35 (2)                         | 30 (−1)                        | 24 (−4)                        | 20 (−7)                        | 12 (−11)                       | −1 (−18)                       | −1 (−18)                       |
| الهطول إنش (مم)                     | 4.77 (121)                     | 3.95 (100)                     | 3.38 (86)                      | 2.12 (54)                      | 1.36 (35)                      | 0.68 (17)                      | 0.32 (8.1)                     | 0.30 (7.6)                     | 0.64 (16)                      | 1.93 (49)                      | 5.04 (128)                     | 6.49 (165)                     | 30.98 (787)                    |
| متوسط تساقط الثلوج إنش (سم)         | 0.4 (1.0)                      | 0.2 (0.51)                     | 0 (0)                          | 0 (0)                          | 0 (0)                          | 0 (0)                          | 0 (0)                          | 0 (0)                          | 0 (0)                          | 0 (0)                          | 0 (0)                          | 0.3 (0.76)                     | 0.9 (2.27)                     |
| متوسط أيام هطول الأمطار (≥ 0.01 in) | 16.7                           | 14.2                           | 15.7                           | 12.4                           | 8.6                            | 4.5                            | 1.8                            | 2.0                            | 3.5                            | 8.0                            | 17.0                           | 17.4                           | 121.8                          |
| متوسط الأيام المثلجة (≥ 0.1 in)     | 0.3                            | 0.3                            | 0.1                            | 0                              | 0                              | 0                              | 0                              | 0                              | 0                              | 0                              | 0.1                            | 0.3                            | 1.1                            |
| المصدر: NOAA                        |                                |                                |                                |                                |                                |                                |                                |                                |                                |                                |                                |                                |                                |

## أعلام
- هيلين هارت
- براندون دروري
- كارل باركس
- تشارلي أرمبراستر
- كين وليامز
- تاي باريل
- رالف رايت
- ستيف رينز
- ديفيد أندرز
- بوب كريستي